# Nevins Street
Nevins Street è una stazione della metropolitana di New York situata sulla linea IRT Eastern Parkway. Nel 2019 è stata utilizzata da 3 150 597 passeggeri. È servita dalle linee 2 e 4 sempre, dalla linea 3 sempre tranne di notte e dalla linea 5 durante i giorni feriali esclusa la notte.

## Storia
La stazione fu aperta il 1º maggio 1908.

## Strutture e impianti
La stazione è sotterranea, ha due banchine ad isola e quattro binari, i due esterni per i treni locali e i due interni per quelli espressi; i binari espressi sono separati tra loro da un muro. È posta al di sotto di Flatbush Avenue e il mezzanino è dotato di quattro scale che portano a sud dell'incrocio con Nevins Street.

## Interscambi
La stazione è servita da alcune autolinee gestite da MTA Bus e NYCT Bus.
- Fermata autobus